# Национальная партия народного освобождения
Национальная партия народного освобождения (Национальная народно-освободительная партия, непальск. राष्ट्रिय जनमुक्ति पार्टी — Растрия Джанамукти Парти) — левая этнорегионалистская политическая партия в Непале. Партия была основана 6 мая 1990 года как Непальский национальный фронт народного освобождения. (Непал Растрия Джанамукти Морха). После объединения с партией «Растрия Джана» 20 января 1992 года объединенная сила приняла своё нынешнее название.
Идеология партии отношении базируется на принципах демократического социализма, «мультиэтнического федерализма», «этнической гармонии» и «расового освобождения». Провозглашает защиту прав отсталых и угнетаемых этнических групп. На протяжении своего существования боролась за осуществлённое в итоге превращение Непала в светское федеративное государство, продолжая требовать широкую местную автономией, политическое представительство всех этнических групп соответственно их численности, реальное равноправие всех языков, религий и культур. .

## История

### Основание (1990—1992)
Партия Непала Растрия Джанамукти Морча была основана в Катманду 6 мая 1990 года. Партия участвовала во всеобщих выборах 1991 года с изображением человечка в качестве своего избирательного символа. Партия объединилась с несколькими группами, включая партию «Растрия Джана» 20 января 1992 года и переименовала себя в «Растрия Джанамукти Парти», также приняв в качестве своего избирательного символа изображением дома.

### Первый съезд (1996—1999)
Первый общий съезд партии прошел в Катманду с 10 по 12 июня 1996 года. Общее собрание избрало Малбара Сингха Тхапу Магара первым президентом партии, а Горе Бахадура Кхапанги — её первым генеральным секретарём.
На парламентских выборах 1999 года партия выдвинула 130 кандидатов и получила 92 567 голосов (порядка 1,1 % голосов избирателей, как и на предыдущих выборах 1994 года), но ни один из их кандидатов не был избран. Во время второго съезда партии в Бутвале Малбар Сингх Тхапа и Горе Бахадур Кхапанги были переизбраны на свои посты.

### Учредительное собрание (2006—2015)
С 3 по 5 марта 2006 года партия провела свой третий общий съезд в Лалитпуре. Малбар Сингх Тхапа был переизбран президентом партии, а Баян Сингх Рай был избран новым генеральным секретарем. Партия участвовала в выборах 2008 года в 1-е Учредительное собрание Непала и получила 2 места благодаря пропорциональному представительству.
Затем партия провела свой четвертый общий съезд в Кавасоти, президентом партии вновь был переизбран Малбар Сингх Тхапа, а генеральный секретарь опять сменился — им стал Кешав Сурьяванши. На выборах 2013 года во 2-е Учредительное собрание Непала партия снова получила 2 места по пропорциональному списку.
Оба депутата Учредительного собрания, Шива Лал Тхапа и Сима Кумари Б. К., вышли из партии 2 марта 2015 года и объявили о создании Национальной партии народного освобождения (демократической) — Растрия Джанамукти Парти (Локтантрик).

### Федеративный Непал (с 2016)
На пятом съезде партии в Лалитпуре в июне 2016 года президентом был избран Кхадга Прасад Палунгва, а генеральным секретарем — Кешав Сурьяванши. Последнего шестой съезд 13 сентября 2021 года избрал исполнительным президентом, а пост генсека стал коллегиальным, его заняли сразу три человека.
Партия участвовала в местных выборах 2017 года и получила 20 мест в местных органах. Партия также участвовала в парламентских и провинциальных выборах 2017 года, но не провела ни одного депутата.